# ديساني
ديساني (Kamkata-vari: Disaňi)، والمعروفة أيضًا باسم ديسنا، كانت إلهة للشعب النورستاني قبل اعتناقهم الإسلام. بالنسبة لشعب نورستان، تم تصويرها على أنها تعيش في العالم الأرضي، وتظهر على شكل امرأة مع إكليل ذهبي. قُدم لها الحليب ومنتجات الألبان عند المذبح على سفح التل.

## وصلات خارجية
- Richard Strand's Nuristân Site